# Visione di sant'Agostino
La Visione di sant'Agostino o Apparizione del bambino a sant'Agostino è una tempera su tavola (28 x 51,5 cm) realizzata da Filippo Lippi tra il 1452 e il 1465 e conservata nel Museo dell'Ermitage di San Pietroburgo.

## Descrizione
Originariamente parte di una pala non identificata, il dipinto rappresenta un tema iconografico raro: la visione del santo di un bambino che rimuove l'acqua del mare con una conchiglia; secondo la leggenda, quando il santo gli chiese lo scopo di quello che stava facendo, il bambino gli rispose che il tentativo della mente umana di comprendere il mistero della natura di Dio, cioè della Trinità, tema a cui si stava dedicando il santo nei suoi scritti di quel periodo, era inutile e disperato quanto cercare di rimuovere tutta l'acqua dal mare con una conchiglia.
Come ci mostra il miracolante Lippi incarnando la divinità che dialoga, utilizzando il linguaggio dei segni, con il bambino sulle rive di un precipizio, sull'orlo del fiume. 
La scena è inserita in un paesaggio spoglio con sulla sinistra in lontananza una città cinta con mura e torri, al posto del mare il Lippi utilizzò un fiume posto qui sulla destra.
Inoltre questo fiume rappresentava il fiume Lete, presente nel paradiso di Dante canto XXXI, in cui i dannati ricevevano la fede divina.
Nonostante le varie modifiche effettuate dal Lippi il quadro appare di una bellezza meravigliosa che esprime la devozione di Sant'Agostino verso i bambini. 
Di particolare importanza è sottolineare la posa leggiadra di Sant'Agostino, nell'atto di sedersi sulla roccia per dialogare meglio al bambino. Tuttavia ciò appare inutile, in quanto l'uomo non ancora sviluppato, non è in grado di interloquire.